# Schloss Schwebheim

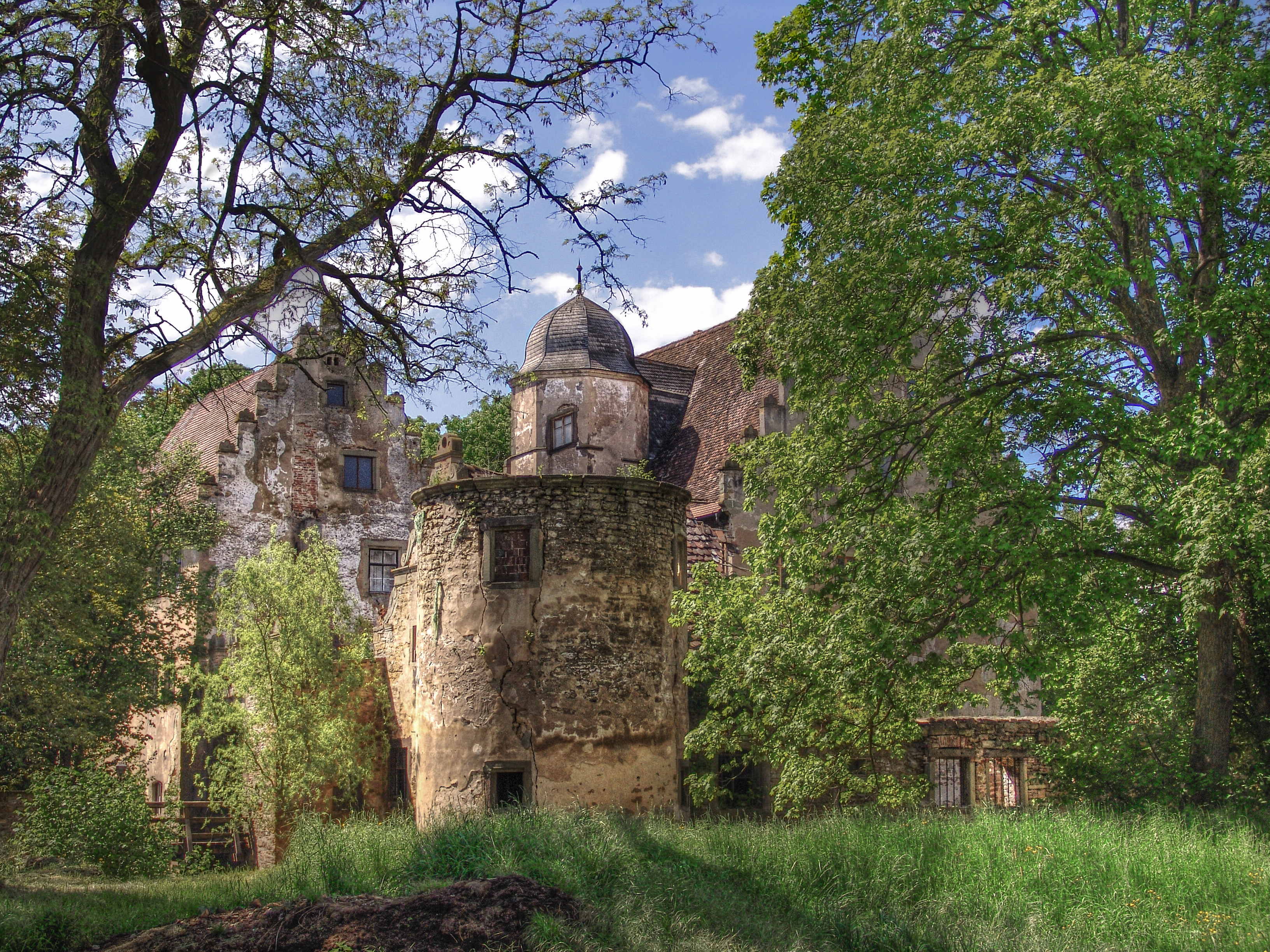
Schloss Schwebheim (2007)

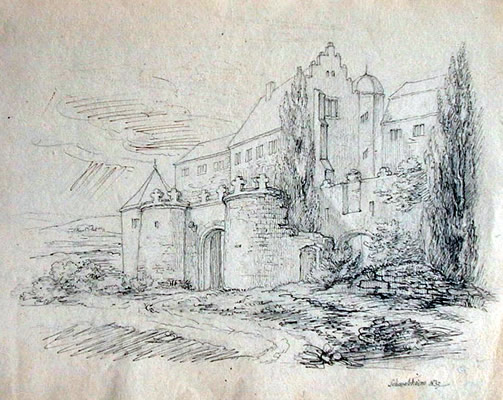
Das Schwebheimer Schloss in einer Zeichenskizze von 1832

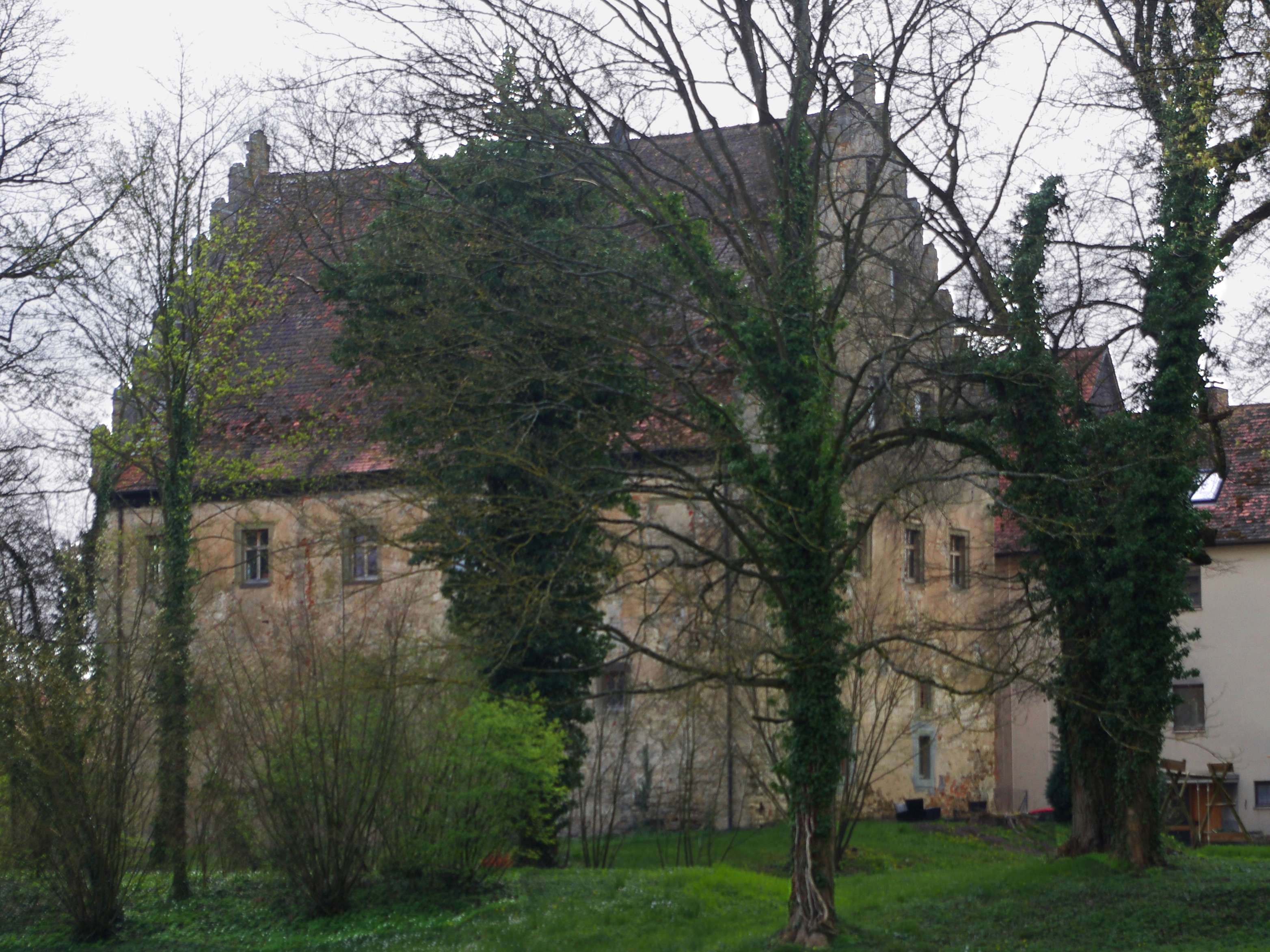
Nordkemenate, das „Große Schloss“

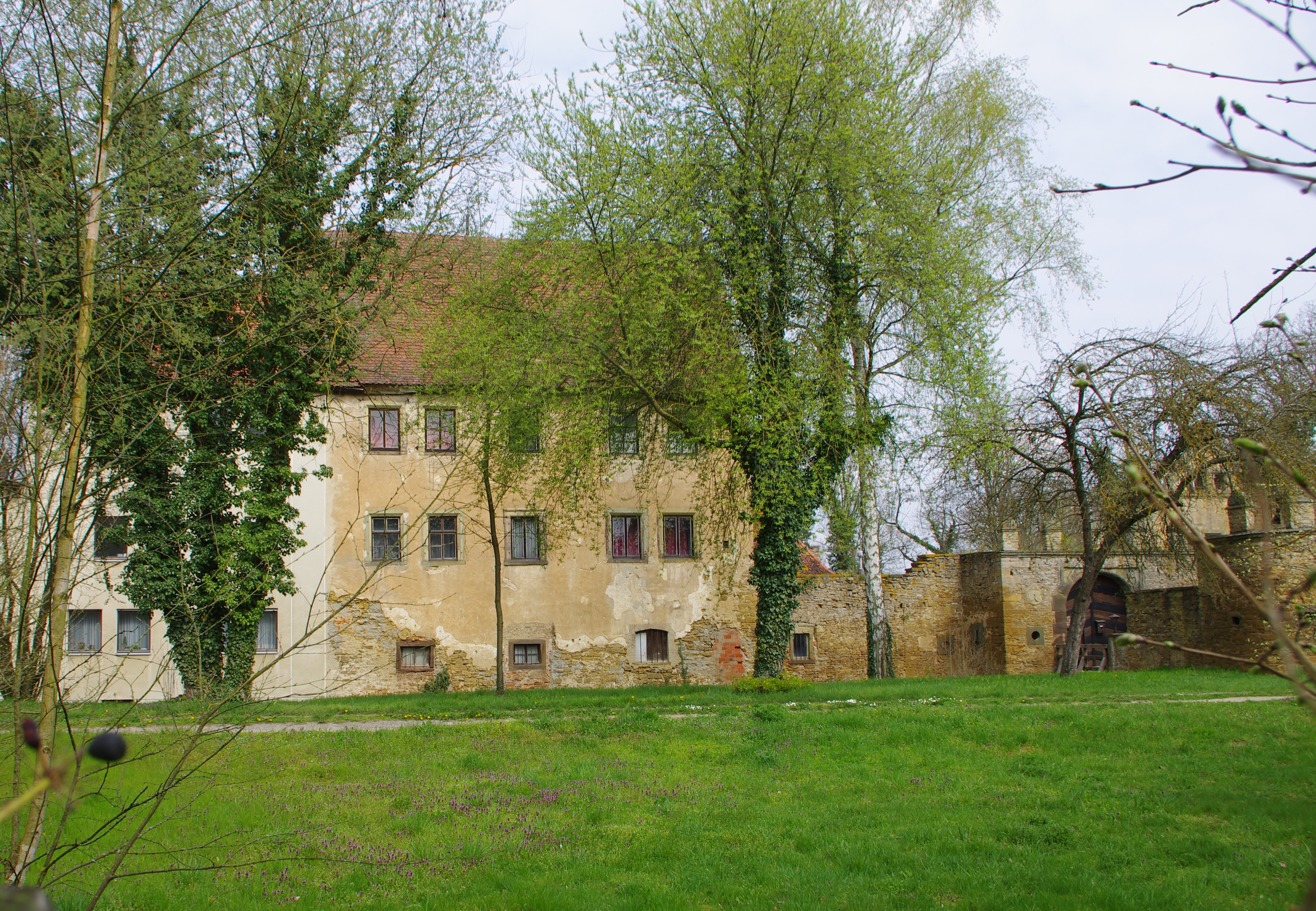
Südkemenate, das „Kleine Schloss“

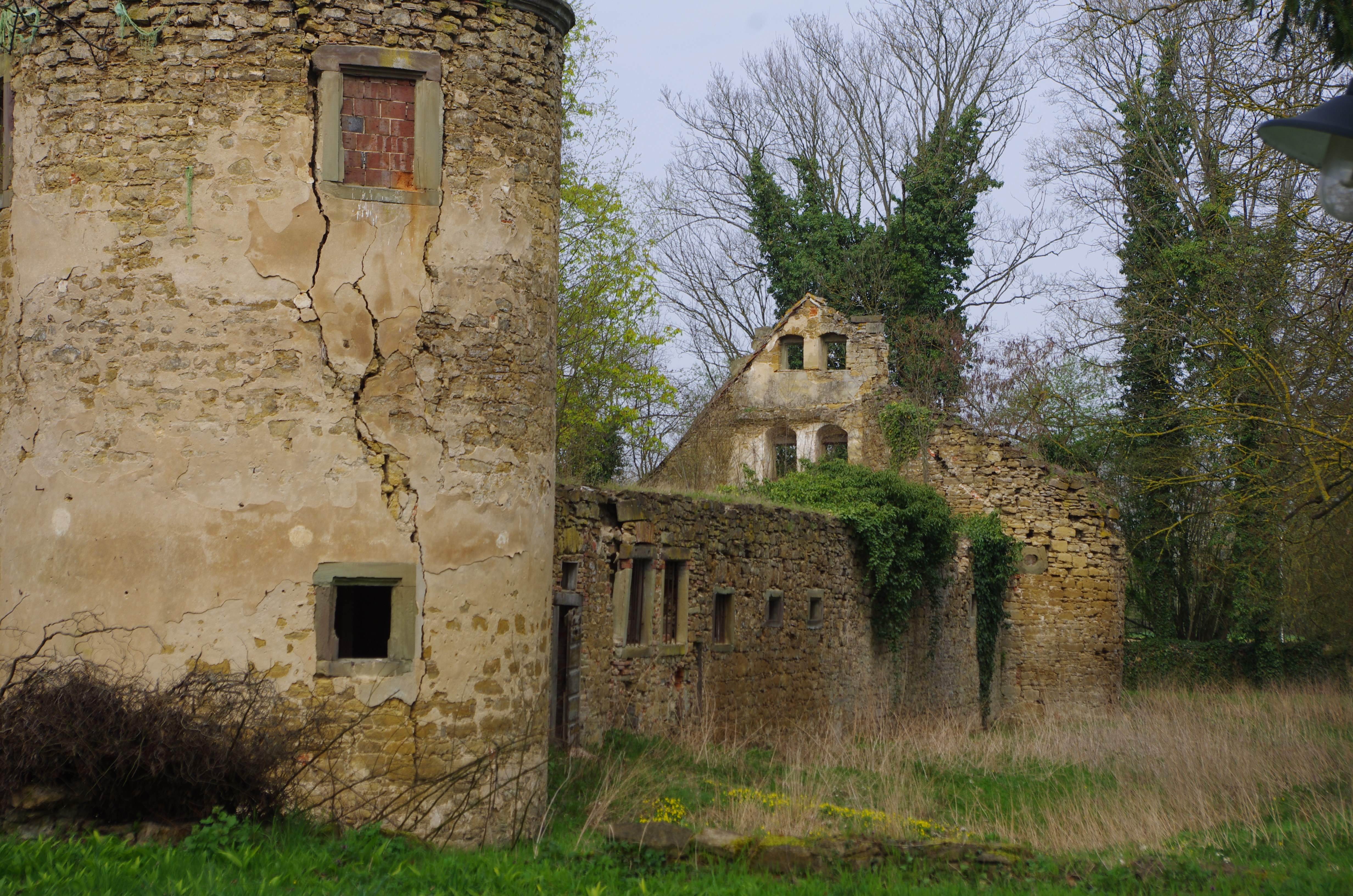
Reste des sogenannten Hirschkopfes (Gesindeteil)

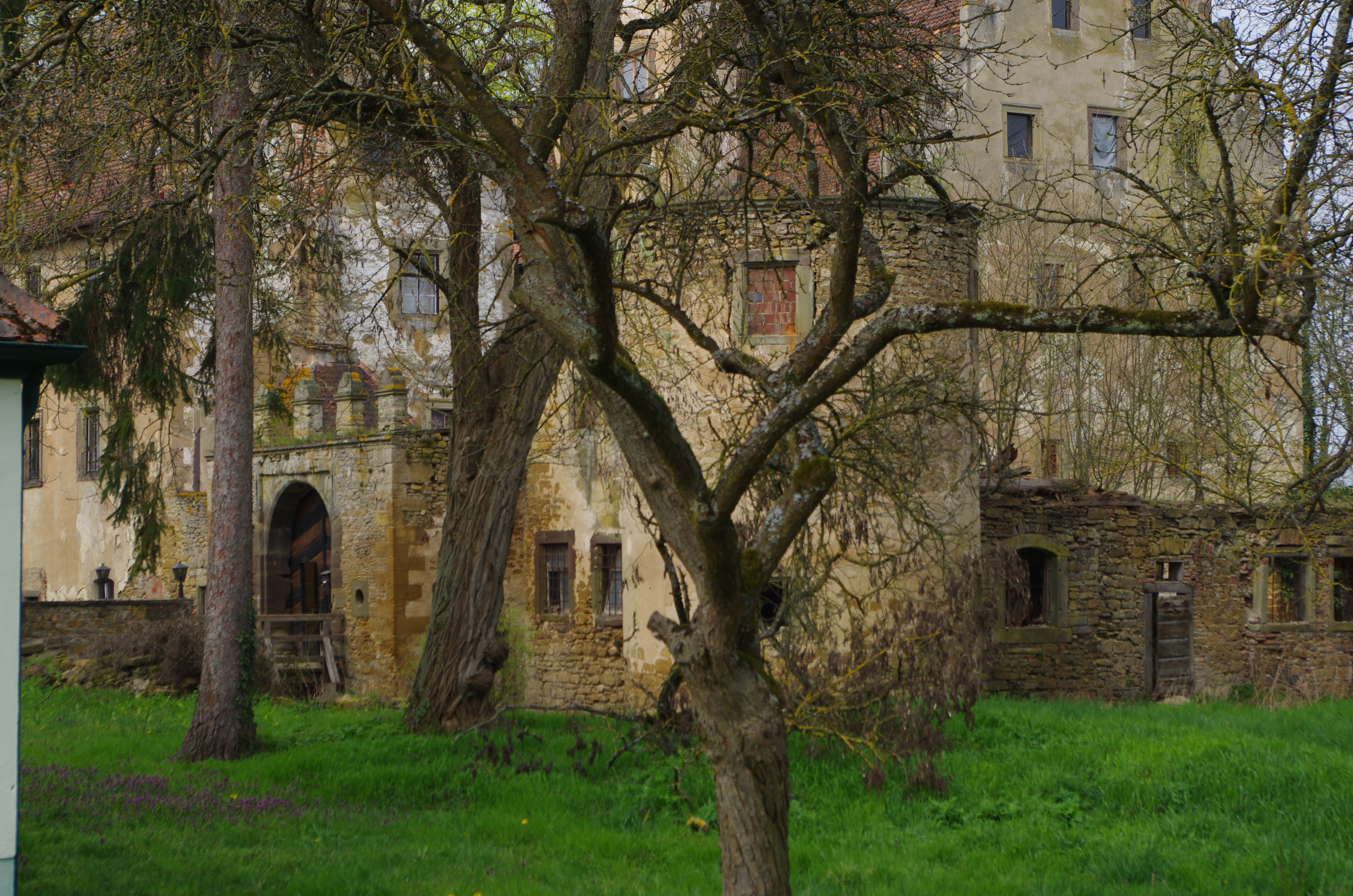
Toranlage (links) und Eckturm des Berings

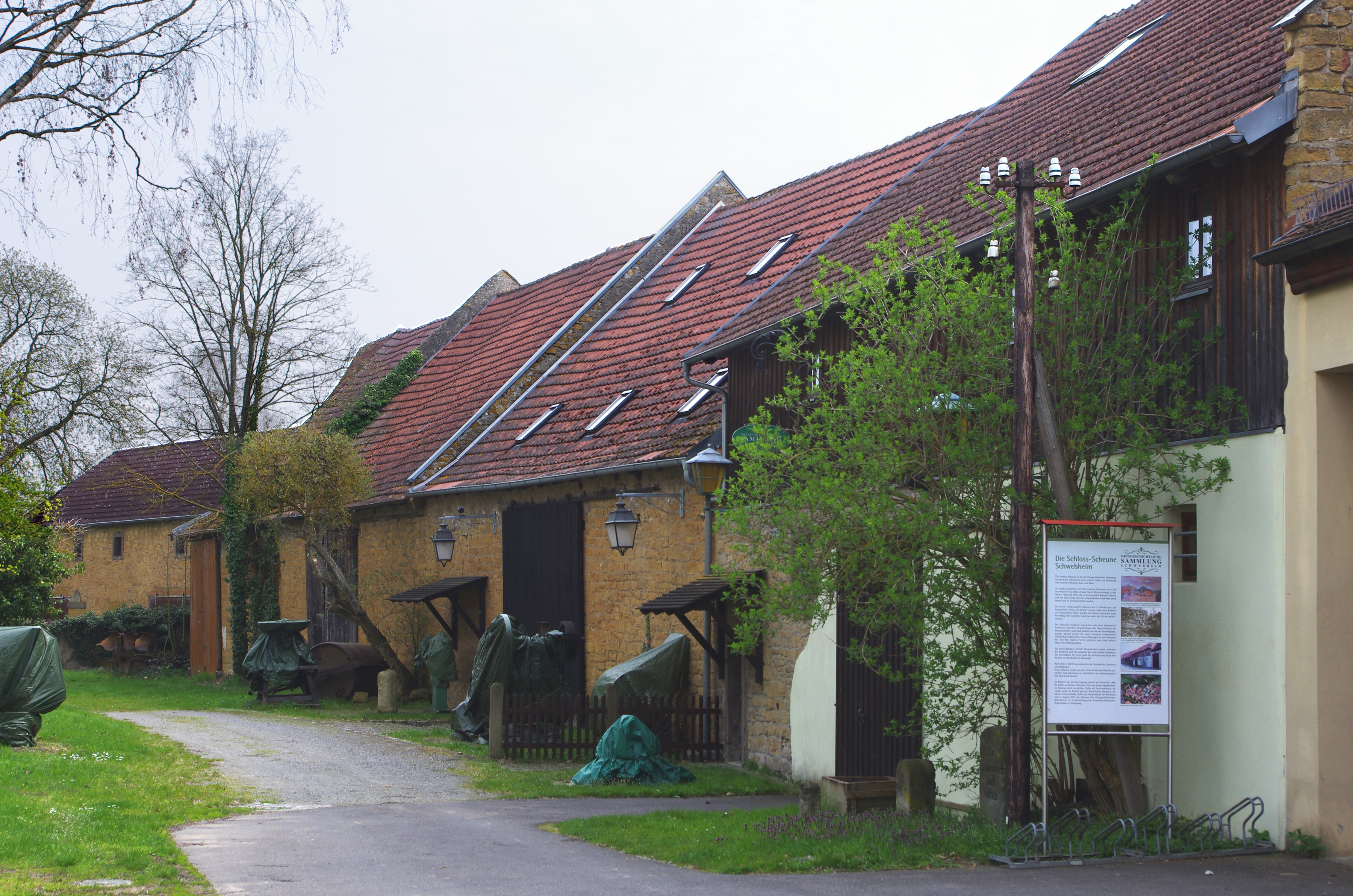
Wirtschaftshof, heute Museum

Schloss Schwebheim oder Schwebheimer Schloss ist ein ehemaliges Wasserschloss in der Gemeinde Schwebheim im unterfränkischen Landkreis Schweinfurt in Bayern. Das Schloss ist ein bayerisches Kulturdenkmal mit der Nummer D-6-78-176-2.

## Lage
Das ehemalige Schloss steht am östlichen Gemeinderand des Ortes, der am südlichen Zugang nach Schweinfurt liegt.
Vermutlich wurden die Wassergräben des Wasserschlosses früher über Gräben vom Unkenbach gespeist, der Schloss und Ort von Osten nach Norden in Richtung Main umfließt.

## Geschichte

### Mittelalter
Schwebheim wurde 1094 als „Suebheim“ erstmals schriftlich erwähnt. In einer Schenkungsurkunde wird der Ort als Besitz der Tochter des letzten Schweinfurter Markgrafen dem Benediktinerkloster Theres übereignet. Im 14. Jahrhundert war der Ort im Besitz der Grafen von Castell, die den Ort 1384 als Lehen an die Ritter von Wenkheim gaben.
Um 1440 ließ Balthasar von Wenkheim zu Schwanberg das Wasserschloss Schwebheim erbauen. 1484 stifteten die Wenkheimer die erste Kapelle im Ort. Als die Lehenshoheit des Ortes 1456 an die Grafen von Henneberg überging, blieben die Wenkheimer die Dorfherren. Schon 1513 musste Jobst von Wenkheim hochverschuldet seinen gesamten Besitz an den bischöflichen Amtmann von Haßfurt, Wilhelm von Bibra, verkaufen. 1517 erbte Hans von Bibra, Bruder des Fürstbischofs Lorenz von Bibra, Würzburger Rat sowie Amtmann in Münnerstadt und auf der Karlsburg, Ort und Wasserschloss Schwebheim.

### Frühe Neuzeit
Als 1525 der Deutsche Bauernkrieg ausbrach, überrannten am 5. und 6. Mai der vereinigte und ca. 8000 Mann starke Heidenfelder und Gerolzhöfer Bauernhaufen den Ort und das damals gut befestigte Schloss, plünderten und brannten es bis auf ein Gebäude nieder. Ihr Besitzer war nicht im Ort; er musste zu gleicher Zeit im Dienst des Nachfolgers seines Bruders Fürstbischof Konrad II. von Thüngen die Feste Marienburg gegen die aufrührerischen Bauern verteidigen. Schon um 1526 wurde das Schloss auf den Wenkheimer Resten neu aufgebaut.
Durch Losverfahren kam Heinrich von Bibra (1527–1602) 1571 in den Besitz von Schwebheim. Mehrere Erbfälle hatten ihn zu einem der reichsten Adeligen Frankens gemacht. Sieben Orte waren ihm komplett zinspflichtig; Zehntanteile und Zinsgüter erhielt er aus bis zu 60 Ortschaften. Ab 1574 ließ er das Schloss die nächsten zwei Jahre großzügig ausgestalten: Die Treppentürme wurden mit einem Übergang zwischen Süd- und Nordkemenate erneuert, der Wirtschaftshof ausgebaut, Scheunen errichtet, das prächtige Haupttor erneuert und eine neue Ringmauer mit vier Eck- und Rundtürmen erbaut. 24 Bedienstete werden für das Schloss genannt. Zweimal, 1629 und 1837, brannten später die Wirtschaftsgebäude durch Blitzschlag ab und wurden jeweils wieder aufgebaut.
Die Blütezeit unter Heinrich von Bibra, der als katholischer Gutsherr für seine seit 1540 evangelischen Untertanen eine Kirche erbaute und einen Pfarrer besoldete, wurde im Dreißigjährigen Krieg jäh beendet. 

### Neuzeit
Das Schloss war im März 1632 noch intakt, als der Schwedenkönig Gustav Adolf, vermutlich auf Einladung derer von Bibra, die Nacht vom 10. auf den 11. März 1632 im Schloss verbrachte. Schon im April 1632 aber wurde durch den schwedischen Kommandanten von Schweinfurt die Wehrmauer des Schlosses abgerissen, um sie zur Ausbesserung der Schweinfurter Stadtmauer zu verwenden. Zum Ende des Krieges war der Ort durch Pest und Krieg zeitweise entvölkert.
In der zweiten Hälfte des 17. Jahrhunderts war Georg Christoph von Bibra im Besitz des Schlosses. Mit seinem Tod 1687 hinterließ er fünf erbberechtigte Söhne. Über ein Losverfahren kam der auf dem Schloss geborene Johann Ernst von Bibra in Besitz von Schloss und Gut. Als Offizier in verschiedenen militärischen Diensten hielt er sich nur selten an seinem Stammsitz auf. Im Laufe seiner militärischen Karriere stieg er bis zum kaiserlichen Feldmarschallleutnant (1701), Reichsgeneralfeldmarschallleutnant (1704) und österreichischen Generalfeldzeugmeister (1704) auf.
Sein Enkel Johann Philip von Bibra († 1768) zeichnete sich als ein unbarmherziger Gutsbesitzer aus. Seine Lasten bezüglich Frondienst und Abgaben waren so hoch, dass es 1750 zum Aufruhr kam. Der Schlossherr ließ 36 Mann der katholischen fürstbischöflichen Würzburger Landmiliz einrücken und weitere 36 Grenadiere mit Offizieren der Garnison Würzburg folgten. Fast drei Wochen lang sollen die Soldaten die Dorfbewohner drangsaliert haben. Erst unter Johann Philips Söhnen kam es 1786 zu einem Vergleich, der den Dorfbewohnern Erleichterungen brachte. Von den fünf Söhnen scheint sein Sohn Ferdinand das Erbe fortgeführt zu haben, war aber wie seine Vorfahren in militärischen Diensten bis hin nach Nordamerika. Nur die letzten Lebensjahre verbrachte er auf Schloss Schwebheim.
Im 18. Jahrhundert wurde Freifrau Lucretia Wilhelmine von Bibra prägend für den Ort. Sie stattete eine Baustiftung aus, die Schwebheimer Bürgern Zuschüsse und Kredite zum Hausbau gewährte, Zinsen wurden für die Dorfbrunnen und den Erhalt des Schweinfurter Tores verwendet. Eine Industrieschulstiftung diente der Unterweisung und Bildung von Mädchen.

### 19. Jahrhundert
1833 wurde Ferdinands Sohn Ernst von Bibra, ein 1806 auf dem Schloss geborener Naturwissenschaftler und Schriftsteller, Gutsherr zu Schwebheim und richtete im Schloss ein chemisches Laboratorium ein, was mit umfangreichen Umbaumaßnahmen im Innern einherging.
1848 erlosch die Herrschaft über den Ort. Um ca. 1850 wurde ein Park westlich des Schlosses angelegt und mit dem Schloss über eine steinerne Brücke mit Rokokogeländer verbunden.
Nach dem Ableben Ernst von Bibras 1878 übernahmen die Söhne Reinhold und Wolfgang von Bibra das Schloss und ließen es um 1882 tiefgreifend renovieren. 

### 20. Jahrhundert
Die Brüder Ernst von Bibra (1871–1952) und Hans von Bibra (1873–1955) waren vom Ende des 19. bis Mitte des 20. Jahrhunderts die letzten offiziellen Schlossherren derer von Bibra.
Im Zweiten Weltkrieg wurden Teile der Schlossanlage zerstört. Armin Wagner (1915–2005), unehelicher Sohn Baron Ernst von Bibras, arbeitete in der Nachkriegszeit als Gerichtsschreiber in Schweinfurt. Er regelte die Nachfolge für die letzten Namensträger von Bibra im Schloss Schwebheim und wurde von seinem Vater Ernst von Bibra anerkannt. Von der Witwe seines Bruders Hans, Elisabeth, wurde er als Alleinerbe eingesetzt und zahlte die verbleibenden Erben aus.
Zwischen 1969 und 1971 wurden Teile der Südkemenate saniert, die Schlossscheunen und die Anbauten renoviert. Ein historischer Anbau an der Südkemenate wurde abgerissen und als Neubau in gleicher Länge und auf voller Breite wieder aufgebaut. Das ehemalige Jägerhäuschen auf dem Schlossareal wurde abgerissen und als Garage neu gebaut. Um 1991 wurden in Eigenleistung und mit rund einer Million D-Mark aus öffentlichen Mitteln Teile der Nordkemenate und der Toranlage renoviert. 1999 bis 2001 wurden Teile der Nordkemenate zu Wohnzwecken umgebaut.

### Gegenwart
Ein Enkel Wagners, Marcel Neubert, kaufte 2014 das gesamte Schloss. Der Verkauf des Schlossgartens an die Gemeinde Schwebheim finanzierte den Anbau der Südkemenate und den weiteren Ausbau der Nordkemenate zu Wohneinheiten. 2019 wurde der Gebäudeabschnitt „Hirschkopf“ an die Söllner Wohn- und Gewerbebau GmbH & Co. KG verkauft und soll zu fünf weiteren Wohneinheiten in enger Zusammenarbeit mit dem Denkmalschutz im ursprünglichen Zustand ausgebaut werden.

## Beschreibung

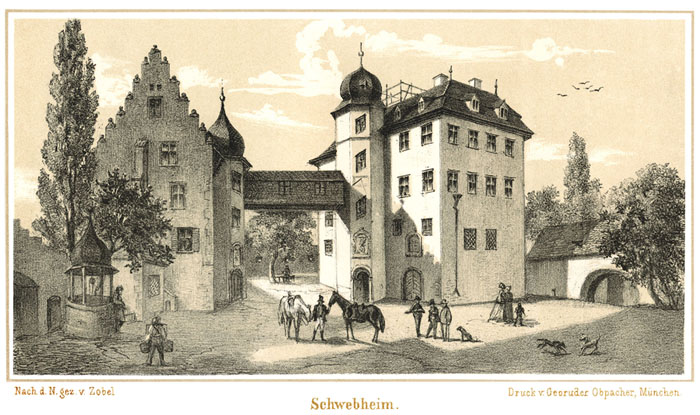
Das Schloss in einem Stahlstich von vor 1870. Deutlich sichtbar der heute nicht mehr vorhandene Übergang zwischen den Treppentürmen der zwei Schlossteile. Der Betrachter blickt aus Richtung Hirschkopf nach Westen.

Das Wasserschloss besteht nach mehreren Umbauten über die Zeit aus zwei dreigeschossigen Wohnhäusern mit steilen Satteldächern und Staffelgiebeln von 1526, sogenannten Kemenaten, und dem Teil „Hirschkopf“; die Treppentürme sind von 1574. Die Nordkemenate wird als sogenanntes „Großes Schloss“ bezeichnet und hat an beiden Schmalseiten Treppengiebel. Die Südkemenate, das sogenannte „Kleine Schloss“, weist heute nur noch an der Nordostseite einen Treppengiebel auf. Bis 1955 bestand in der Mitte zwischen dem südlichen, achteckigen, anstehenden Treppenturm von Nordkemenate und kleinerem ins Gebäude integrierten ebenfalls achteckigen Treppenturm der Südkemenate ein Übergang. Am großen Treppenturm der Nordkemenate befindet sich über einem seitlich gelegenen gefasten und verzierten Sandsteinportal ein Großes Wappen aus Sandstein, eingefasst von Ahnenwappen und Spruchbändern. Soweit lesbar ist es das Wappen von Heinrich von Bibra, im Originaltext zu lesen „HEINRICH VON BI|RA ZV / BIBRA VND SCHWBHN / ANNO DM 1574“; unter dem Wappen der Spruch: „HERGOT BEHVTE D.S HAVS / ALLE DIE DRIN GEHN EIN VND AUS“. Rechts daneben über einem direkten Zugang zum „Großen Schloss“ befindet sich ein Wappenbild mit Figur und Text, ebenfalls eingefasst von Ahnenwappen.
In L-Form östlich und nördlich vor der Nordkemenate entlang des früheren Berings vorbeilaufend befand sich der sogenannte „Hirschkopf“, meist Gesindewohnungen. Dieser Teil ist bis auf Ruinen im Erdgeschoss weitgehend zerfallen, nur nach Norden steht eine Giebelseite noch nahezu vollständig. Ein Wiederaufbau mit Wohnungen ist geplant. Alle drei Gebäude bildeten den Inneren Hof in etwa in Form eines nicht ganz symmetrischen „H“. Im Hof, auf der linken Seite nach dem Toreingang, ist eine überdachte Brunnenanlage erhalten.
Das Schlossareal war umgeben von einem rechteckigen Bering mit vier runden Ecktürmen, Wassergraben und Wall und einem bewehrten Tor im Südosten, das als Doppeltoranlage mit Zugbrücke angelegt war, bezeichnet „1576“. Die Zugbrücke besteht schon lange nicht mehr. Am inneren Tor sind aber noch die Kettendurchführungen zu sehen. Die doppelte Toranlage wird am ersten Zugang durch zwei kleine runde Halbschalentürme mit Schießscharten geschützt, einer Barbakane, die mit einem Sandsteinportal verbunden sind. Jeder Zugangsturm ist mit drei hohen Zinnen besetzt. Zwei Neidköpfe bewachen den Eingang zum Schloss, der mit drei Zinnen bekrönt ist. Die steinerne Brücke über den ehemaligen Wassergraben wird am inneren Tor von einer Bohlenbrücke abgelöst. Hier war früher die Zugbrücke. Am inneren rechtwinkligen Tor mit Sandsteineckquaderung befindet sich linker Hand ein Allianzwappen. Das innere Tor selbst ist von fünf überdimensionalen Zinnen mit Rankenaufsätzen besetzt.
Das innere Schlossareal war vor allem im Osten und Norden weit ausholend von einer äußeren Schlossgartenmauer umgeben, die auch den Schlosspark im Südwesten mit einschloss. Der Schlosspark war westlich am Schloss als gegliederter barocken Ziergarten mit einem Springbrunnen in Rokokoformen angelegt, weiter nach Westen zum alten Schwebheim zu als Park.
Der Wirtschaftshof im Süden der Schlossanlage hatte ehemals fünf Gebäude bzw. Stallungen, die in Reihe südlich des Schlossareals angelegt worden waren. Im Westen vom Verwaltergebäude und südlich durch eine lange Reihe mehrerer Scheunengebäude begrenzt, lag im davon eingefassten sogenannten Äußeren Hof in der Mitte ein Teich, der heute noch existiert. Nach Osten, nahe zum östlichen Eckturm des Berings zu, stand das ehemalige Jagdhäuschen als Abschluss des Wirtschaftshofes in diese Richtung.
Heute sind die Gebäude unterschiedlich gut erhalten. Umfangreiche Restaurationsarbeiten und Umbauten zu Wohnzwecken dauern seit ca. 1999 an. Das Schloss ist in Privatbesitz.

## Museum
Die Ortsgeschichtliche Sammlung von Schwabheim, genannt Museum in den Schlossscheunen, befindet sich in der 2. und 3. Scheune. Es stellt auf ca. 920 m² in 46 Abteilungen die Geschichte des Dorfes und des Schlosses dar und wird vom Ortsgeschichtlichen Arbeitskreis Schwebheim e. V. betreut.